# Fuchsia lycioides
Als enige vertegenwoordiger van de sectie Kierschlegeria heeft deze fuchsia zich aangepast aan woestijnachtige omstandigheden in het noorden van Chili. De soortaanduiding lycioides betekent "valse doorn".

## Beschrijving
Het is een struik van ongeveer 2 tot 3 meter hoog, met houtachtige takken, die in geval van droogte zijn bladeren kan verliezen.
In het vroege voorjaar loopt de plant uit met kruidachtige jonge takjes met lichtgroene blaadjes. In het verdere verloop van het seizoen vallen die gedeeltelijk af. Het begin van de bladstelen blijft staan en levert de karakteristieke “valse doorntjes” op.
De bloei is rijk met variabele bloemen die met vier tot zes uit een bladoksel verschijnen. Binnen een populatie zijn er planten met kleine rechtopstaande vrouwelijke bloemen (tot 10 mm) en planten met grotere hangende tweeslachtige bloemen (tussen 14 en 22 mm). De open kelkblaadjes zijn roze terwijl de bloembuis verloopt van wit-roze tot helder roze.
De vrucht is een eetbare bes.
De wortels zijn knollen die water opslaan voor het droge seizoen dat 6 tot 8 maanden duurt. 

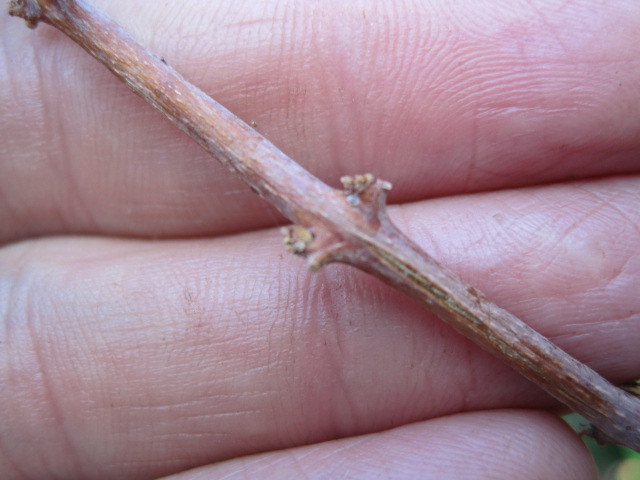
Detail van valse doorn

## Verspreiding en leefgebied
De smalle kuststrook tussen Valparaiso en La Serena in Chili (de Kustmatorral) ligt ingeklemd tussen de oceaan en de westelijke Andes. Daar komt Fuchsia lycioides voor aan de kust op zonnige plaatsen met weinig regenval.

## In cultuur
Al in februari loopt de plant uit. Jonge planten moeten beschut worden opgekweekt. Oudere exemplaren zijn bestand tegen volle zon en wind. Sproeien verhindert dat het jonge blad voortijdig afvalt. Tussen gietbeurten moet de potgrond kunnen opdrogen.
Gedurende een zonnig en droog najaar verdragen de planten frisse nachten tot 5 °C. Ze zijn dan nog altijd in volle bloei. In een regenachtige herfst moeten ze vroegtijdig naar binnen. De bloei gaat dan door tot december. Wanneer de plant kaal geworden is gaat ze de winterrust in.

## Bijzonderheden

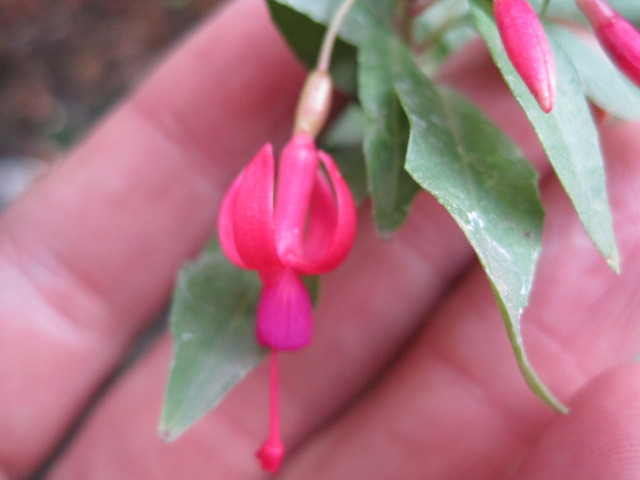
Fuchsia rosea wordt vaak verward met Fuchsia lycioides.

Omdat het leefgebied van Fuchsia lycioides overlapt met de noordelijke verspreiding van Fuchsia magellanica zijn natuurlijke hybriden ontstaan. Ruiz en Pavón classificeerden een hybride als een soort die ze Fuchsia rosea noemden.
Om zich te handhaven in zijn leefgebied heeft de plant een overgang naar tweehuizigheid ontwikkeld: subdioecie. Tweeslachtige bloemen kunnen zich zo aanpassen aan bepaalde omstandigheden. Er komen zowel hermafrodiete als vrouwelijke planten voor. Voor de bestuiving is de plant in eerste instantie afhankelijk van de Atacamakolibrie. Tijdens het foerageren bij vaak harde kustwind doorboren deze vogeltjes soms de hangende vrouwelijke bloemen aan de basis waardoor geen bestuiving plaats vindt. Hermafrodiete bloemen kunnen voor de voortplanting dan uitkomst bieden.
... · 
F. arborescens · 
F. ×bacillaris · 
F. boliviana · 
F. excorticata · 
F. jimenezii · 
F. lycioides · 
F. magellanica · 
F. nigricans · 
F. pachyrrhiza · 
F. procumbens · 
F. simplicicaulis · 
F. splendens · 
F. tilletiana · 
...